# Emmanuel Jal
Emmanuel Jal, pseudonimo di Jal Jok (Tonj, 1º gennaio 1980), è un rapper, attivista, attore ed ex-bambino soldato sudsudanese naturalizzato canadese.

## Biografia
Nacque nel villaggio di Tonj nel Sud Sudan, era un bambino quando scoppiò la guerra civile. Il padre di Emmanuel si unì all'Esercito di Liberazione del Popolo del Sudan. Quando Emmanuel compì sette anni la madre morì. Emmanuel, quindi, decise di unirsi alle migliaia di bambini in viaggio per l'Etiopia perché gli era stato detto che lì sarebbe potuto essere istruito.
Comunque, molti bambini, tra cui Emmanuel, furono reclutati dalla SPLA e portati nei campi d'addestramento militari nella boscaglia Etìope. Il campo era spacciato per una scuola nei confronti dell'agenzia internazionale aid e nei confronti della rappresentanza delle Nazioni unite, ma dietro le porte chiuse, ai bambini, veniva insegnato a combattere. Emmanuel sprecò molti anni della sua vita a combattere con la SPLA in Etiopia, finché la guerra non scoppiò anche là e i bambini soldato furono costretti a ritirarsi in Sudan per combattere e unire le forze con la SPLA per combattere il governo nella città di Juba. Many kids there were so bitter, they wanted to know what happened to them. And we all wanted revenge. (Molti bambini, lì, erano molto amareggiati, volevano sapere cosa gli fosse accaduto. E tutti noi volevamo vendetta).
Quando i combattimenti diventarono insopportabili Emmanuel, e qualche altro bambino, decisero di scappare. Viaggiarono per tre mesi, con molti morti sul percorso, finché non raggiunsero la città di Waat, che era il quartier generale di un piccolo gruppo che si era separato dal gruppo principale della SPLA.
A Waat Emmanuel conosce Emma McCune, una lavoratrice dell'aid inglese sposata col vecchio comandante della SPLA Riek Machar. Emmanuel aveva solo undici anni quando McCune convinse Emmanuel a non essere più un soldato. Lo adottò e lo contrabbandò in Kenya. Qui Emmanuel frequentò la scuola di Nairobi. McCune morì in un incidente automobilistico qualche mese dopo, ma i suoi amici aiutarono Emmanuel a finire i suoi studi.
Nel 2014 è stato insignito a Dresda del Premio Dresda.

## Discografia
- 2004 - Gua - Independent

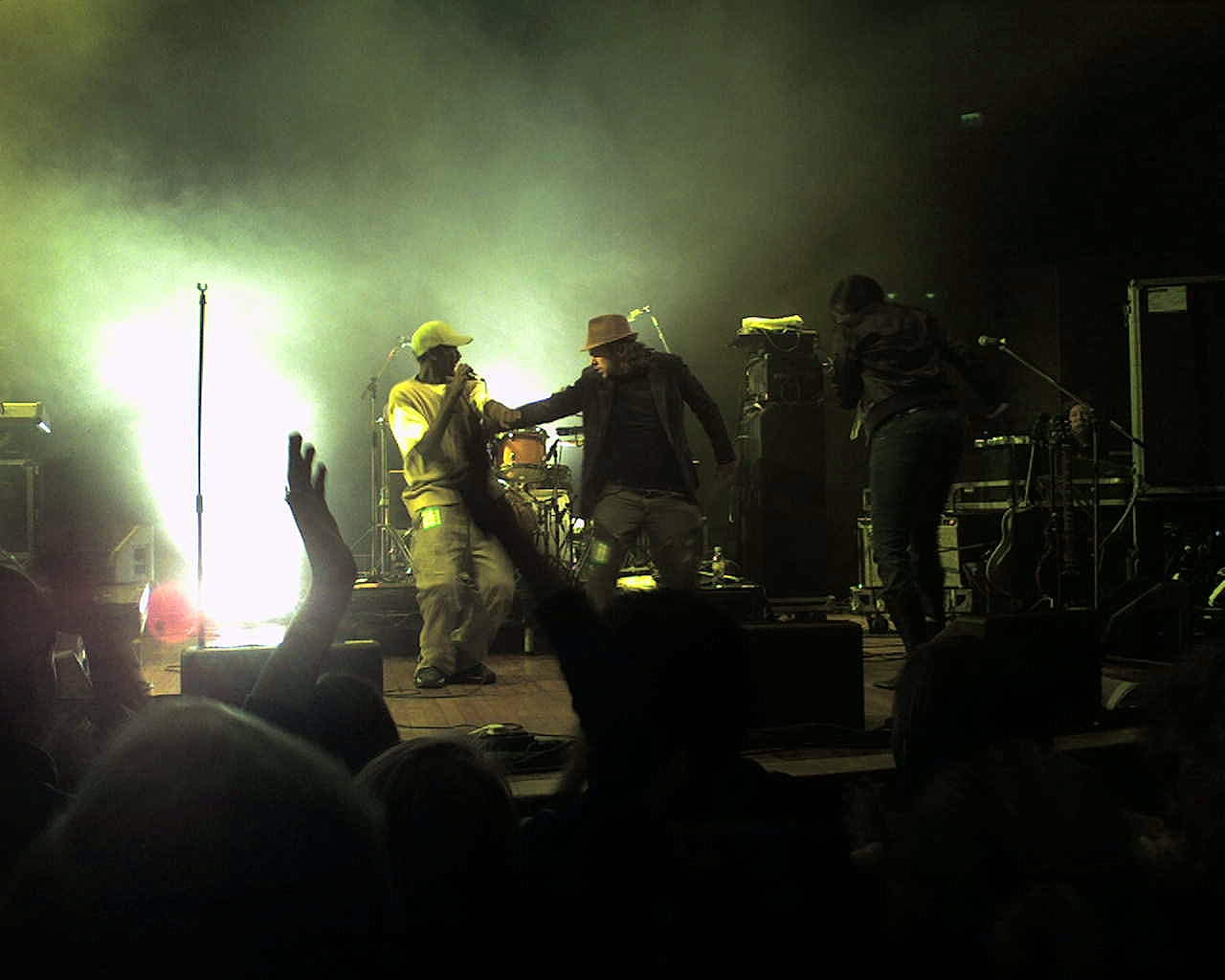
Emmanuel Jal (a sinistra, in giallo) in concerto a Bristol l'11 marzo 2006

- 2005 - Help!: A Day in the Life - War Child
- 2005 - The Rough Guide to the Music of Sudan - World Music Network
- 2005 - Ceasefire - Riverboat
- 2006 - Live 8 at Eden: Africa Calling - Emd Int'l
- 2007 - Instant Karma: The Amnesty International Campaign To Save Darfur - Amnesty International USA and Art for Amnesty
- 2008 - Warchild - Sonic
- 2010 - Sudan Votes Music Hopes - MICT
- 2010 - Emmanuel Jal's 4th Studio Album
- 2010 - Sudan Votes Music Hopes REMIXED "kuar" remixes by Henrik Schwarz e Olof Dreijer
- 2013 – The Rough Guide to Acoustic Africa – 2013, World Music Network
- 2018 - Naath, with Nyaruach - nominated for a 2019 Juno Award28